# The Descent: Part 2
The Descent 2 is een Britse horrorfilm uit 2009 onder regie van Jon Harris. Het is een vervolg op The Descent uit 2005.

## Verhaal
Sarah (Shauna Macdonald) overleefde als enige de grotexpeditie met haar vriendinnen in de Appalachen. Ze wordt buiten gevonden en weet niets meer van wat er gebeurd is. Omdat er in het ziekenhuis bloed op haar kleren gevonden wordt van Juno Kaplan (Natalie Mendoza), wil sheriff Vaines (Gavan O'Herlihy) dat ze teruggaat naar de grot om de vermiste andere vrouwen te zoeken. Samen met hulpsheriff Elen Rios (Krysten Cummings) en specialisten Dan (Douglas Hodge), Greg (Joshua Dallas) en Cath (Anna Skellern) daalt Sarah daarom via een andere ingang opnieuw af.

## Verschillende eindes van deel 1
De Europese versie van de eerste The Descent eindigt met Sarah die alleen overblijft in de grot en omringd wordt door moordzuchtige wezens. In de Amerikaanse versie wist ze niettemin te ontsnappen. Omdat de productie zich voornamelijk op Amerikaans publiek richt, gingen de makers door op de Amerikaanse versie. Daardoor kon Sarah opnieuw opduiken in het tweede deel.

## Rolverdeling
| - Michael J. Reynolds - Ed Oswald - Shauna Macdonald - Sarah - Jessika Williams - Susanna Small - Douglas Hodge - Dan - Joshua Dallas - Greg - Anna Skellern - Cath - Gavan O'Herlihy - Vaines - Krysten Cummings - Rios | - Doug Ballard - Dr. Roger Payne - Josh Cole - Lynch - Saskia Mulder - Rebecca - Natalie Jackson Mendoza - Juno - Alex Reid - Beth - Nora-Jane Noone - Holly - MyAnna Buring - Sam |

## Trivia
- De film werd opgenomen in Londen.